# Conistra flavabdominalis
Conistra flavabdominalis là một loài bướm đêm trong họ Noctuidae.